# Cissus serroniana
Cissus serroniana là một loài thực vật hai lá mầm trong họ Nho. Loài này được (Glaz.) Lombardi miêu tả khoa học đầu tiên năm 1995.